# Galeandra styllomisantha
Galeandra styllomisantha là một loài phong lan.
 Tư liệu liên quan tới Galeandra styllomisantha tại Wikimedia Commons

## Hình ảnh

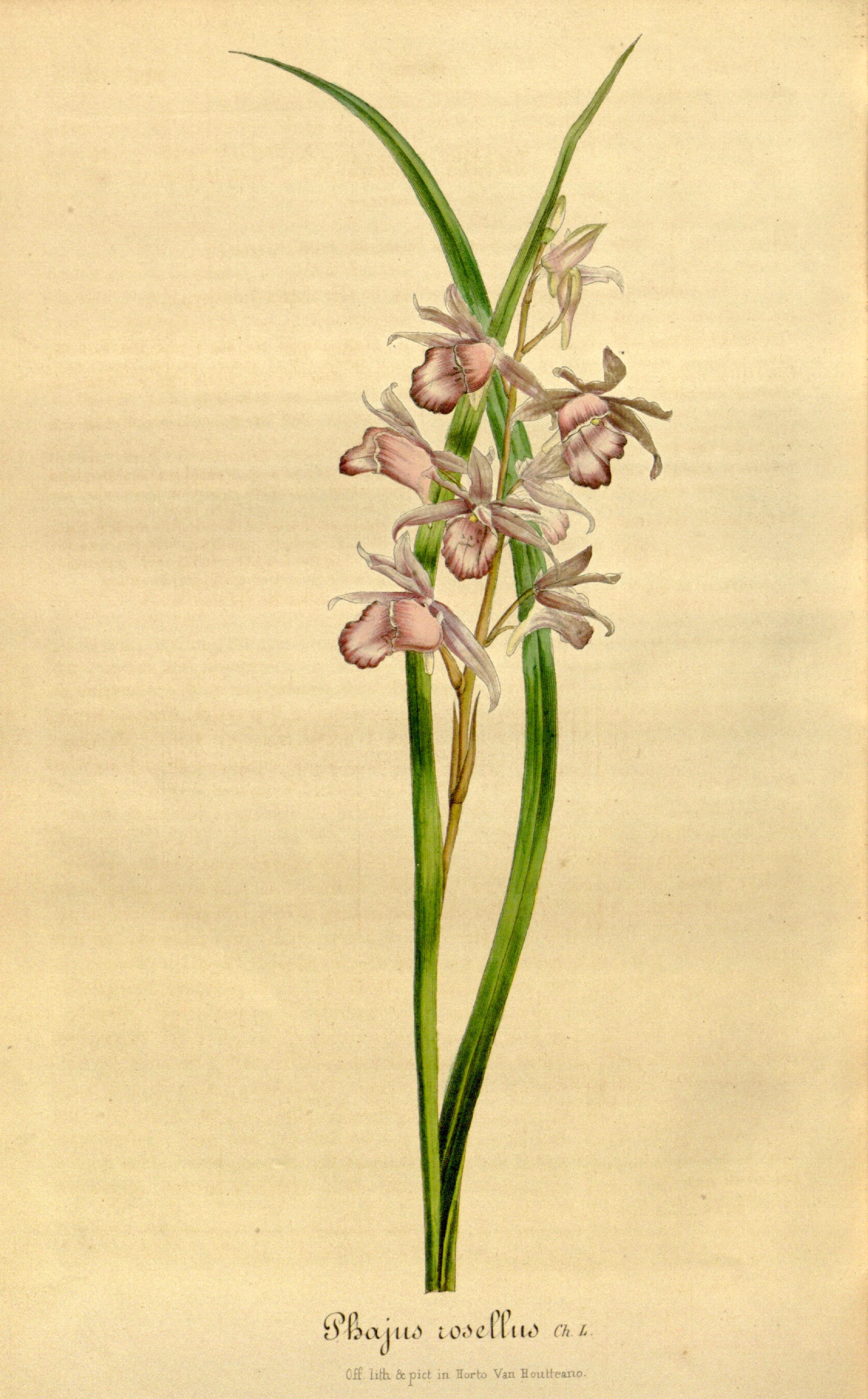
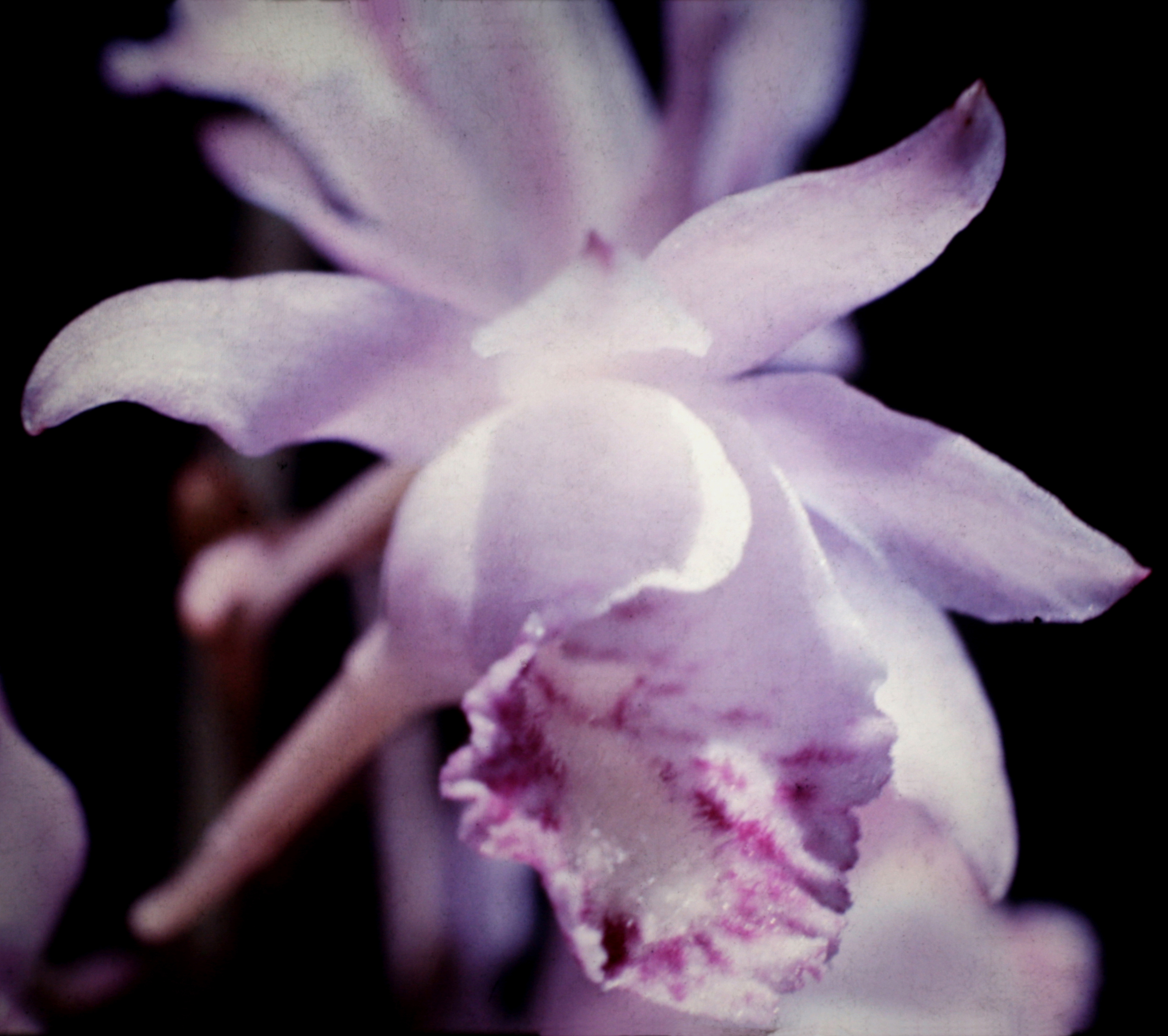